# Run to the Hills
A Run to the Hills az Iron Maiden brit heavy metal együttes első kislemeze a The Number of the Beast című harmadik nagylemezükhöz. Az 1982 februárjában megjelent kislemez volt az Iron Maiden első hivatalos kiadványa, melyen már az új énekes, Bruce Dickinson volt hallható. A Run to the Hills a zenekar történetében először a brit slágerlistán bejutott a Top10-be. A dal élő változatát az 1985-ös Live After Death c. koncertalbumhoz kapcsolódóan szintén kiadták kislemezen. 1990-ben a The First Ten Years box set részeként mindkettőt újra kiadták CD-n. 2002-ben a Rock in Rio koncertalbumról ismét megjelent a dal egy élő felvétele, ami több slágerlistára is felkerült Európában.

## 1982-es kislemez
A Run to the Hills kislemez a The Number of the Beast album felvezetéseként adták ki 1982. február 12-én, 5 héttel a nagylemez megjelenése előtt. A dal a brit slágerlistán a 7. helyet szerezte meg, és tíz héten keresztül szerepelt a listán. A dal témája az amerikai őslakos indiánok és az Európából bevándorló fehér telepesek összetűzéseit énekli meg. A kislemez borítóján Derek Riggs grafikus ezzel összhangban egy csatajelenetet ábrázolt, ahol az előző kislemez, a Purgatory frontján már bemutatott Sátán figura csap össze Eddie-vel egy kiugró sziklán, lábuk alatt pedig mindenféle pokolfajzatok nyüzsögnek. A Run to the Hills-hez készített videóklipben a Brixton Academy színpadán rögzített koncertfelvételekbe David Mallet rendező egy régi Buster Keaton burleszkfilm fekete-fehér jeleneteit vágta be, ahol indiánok és cowboyok automobilokon és kerékpárokon érkeznek a csatába. A dal jellegzetes gitárszólóját Dave Murray játssza.
A B-oldalra a Total Eclipse című számot választották, ami a nagylemezen végül nem szerepelt, de hasonlóan más korai B-oldalas dalokhoz, később az album CD-s újrakiadására már felkerült. A kislemez kiadásával sietni kellett, mert február végén már indult is a Beast on the Road elnevezésű turné, és szükség volt valami újdonságra a koncertek promóciójához, miközben a stúdióban még zajlottak a nagylemez utómunkálatai. A kapkodva kiválasztott kislemezdal végül az Iron Maiden egyik legnagyobb slágere lett, mind a mai napig a koncertek állandó eleme.

### Számlista
1. Run to the Hills (Steve Harris) – 3:51
2. Total Eclipse (Harris, Dave Murray, Clive Burr) – 4:24

### Közreműködők
- Bruce Dickinson – ének
- Dave Murray – gitár
- Adrian Smith – gitár, háttérvokál
- Steve Harris – basszusgitár, háttérvokál
- Clive Burr – dobok

## 1985-ös kislemez
1985-ben a dal élő változata a Live After Death című koncertalbum második kislemezeként jelent meg december 2-án, és a brit listán a 26. helyig jutott. A kislemez B-oldalán a Phantom of the Opera élő felvétele hallható, melyet a londoni Hammersmith Odeonban az előző év őszén rögzítettek. Az EP-változatra harmadikként felkerült még szintén a londoni koncertről a Losfer Words (Big ’Orra) című szerzeményük.

### Számlista
Kislemez
1. Run to the Hills (Live at Long Beach Arena, 1985) (Steve Harris) – 4:03
2. Phantom of the Opera (Live at Hammersmith Odeon, 1984) (Harris) – 7:27

EP-változat
1. Run to the Hills (Live at Long Beach Arena, 1985) (Harris) – 4:03
2. Phantom of the Opera (Live at Hammersmith Odeon, 1984) (Harris) – 7:27
3. Losfer Words (Big ’Orra) (Live at Hammersmith Odeon, 1984) (Harris)- 4:14

### Közreműködők
- Bruce Dickinson – ének
- Dave Murray – gitár
- Adrian Smith – gitár, háttérvokál
- Steve Harris – basszusgitár, háttérvokál
- Nicko McBrain – dobok

## 2002-es kislemez
Miután kiderült, hogy Clive Burr dobosnál sclerosis multiplexet diagnosztizáltak, az Iron Maiden újra kiadta kislemezen 2002 márciusában a Run to the Hills eredeti 1982-es stúdióváltozatát, a korong B-oldalán a dal Brazíliában, a Rock in Rio fesztiválon rögzített koncertfelvételével együtt. A kislemez teljes bevételét a korábbi dobosuk gyógykezelésére létrehozott alapítvány számára ajánlották fel. Ezzel egy időben a dal koncertfelvétele multimédiás CD-n is megjelent, kiegészítve két 20 évvel korábbi koncertfelvétellel 1982-ből (Children of the Damned, Total Eclipse), illetve a Run to the Hills koncertvideójával az akkor még kiadás előtt álló Rock in Rio DVD-ről.

### Számlista
Kislemez
1. Run to the Hills (original single version) (Steve Harris) – 3:54
2. Run to the Hills (Live at Rock in Rio, 2001) (Harris) – 5:00

Multimédiás CD-változat
1. Run to the Hills (Live at Rock in Rio, 2001) (Harris) – 5:00
2. Children of the Damned (Live at Hammersmith Odeon, 1982) (Harris) – 4:34
3. Total Eclipse (Live at Hammersmith Odeon, 1982) (Harris, Dave Murray, Clive Burr)- 3:59
4. Run to the Hills [video] (Live at Rock in Rio, 2001) (Harris) – 4:18

### Közreműködők
- Bruce Dickinson – ének
- Steve Harris – basszusgitár, háttérvokál
- Dave Murray – gitár
- Adrian Smith – gitár, háttérvokál
- Janick Gers – gitár
- Nicko McBrain – dobok